# Pobles indígenes de Veneçuela
Els pobles indígenes de Veneçuela són grups que en l'actualitat conformen aproximadament el 2,9% de la població. No obstant això, la població veneçolana en general té en la seva composició genètica una contribució ameríndia entre un 23% i 25% del total. Són almenys 34 ètnies que mantenen cultures totalment netes i originàries de la regió, que no es van veure afectades per la conquesta i assimilació espanyola durant l'època de colonització.

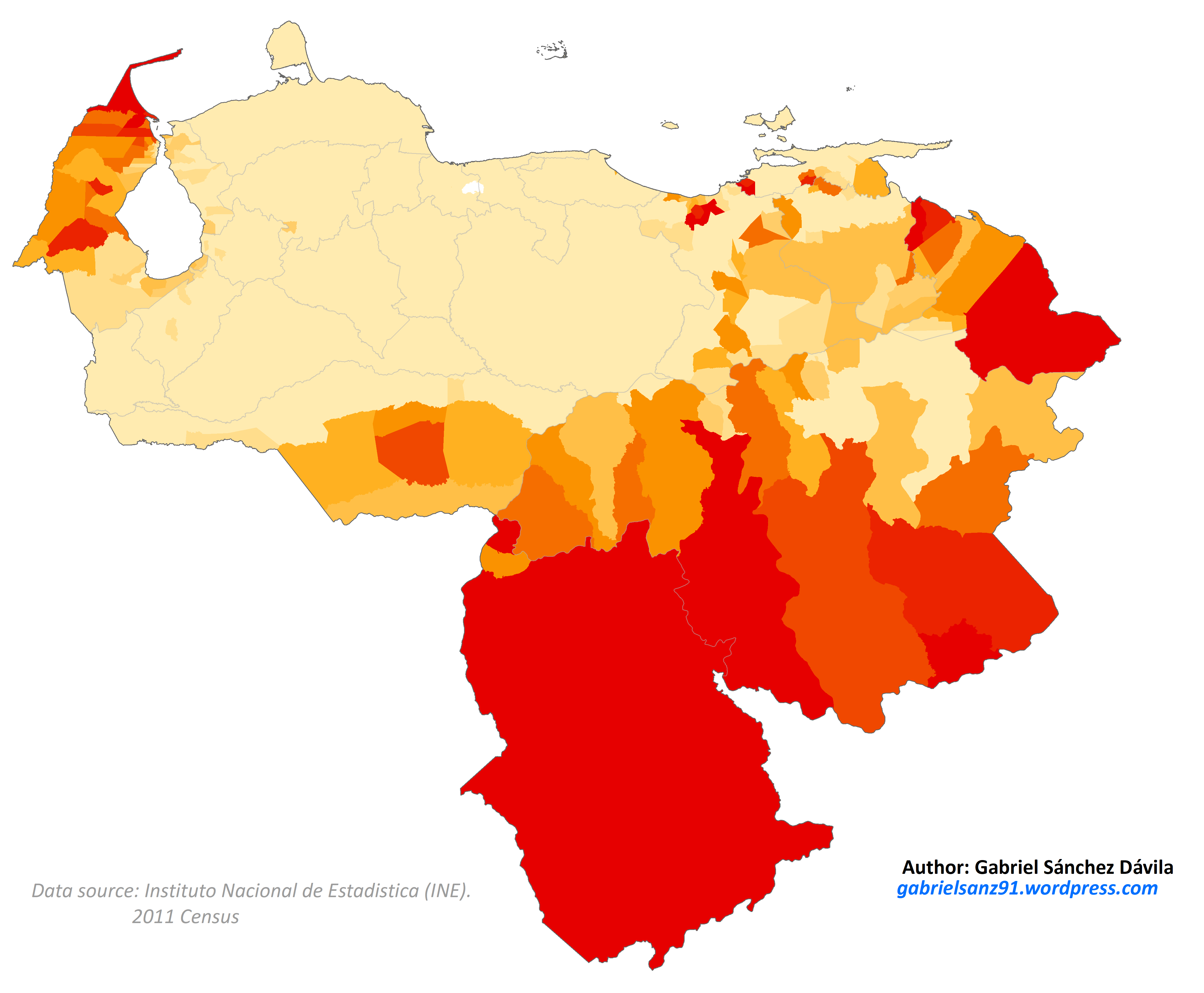
Distribució en percentatge de la població indígena a Veneçuela

Segons el censo de 2011, la majoria es troben en zones dels estats de Zulia (61,2%), Amazones (10,5%), Bolívar (7,5%), Delta Amacuro (5,7%), Anzoátegui (4,7%), Sucre (3,1%), Monagas (2,5%) i Apure (1,6%).

## Drets legals
Abans de l'aprovació de la constitució de Veneçuela del 1999, els drets legals dels pobles indígenes anaven quedant cada vegada més endarrerits que els altres països llatinoamericans, que progressivament anaven incorporant un conjunt comú de drets col·lectius indígenes a les seves constitucions nacionals. La constitució de 1961 havia estat un pas enrere respecte a la constitució de 1947, i la llei de drets indígenes que s'hi preveia va desaparèixer durant una dècada, sense superar-la el 1999.
En última instància, l'Assemblea Constituent de Veneçuela de 1999 va produir "el règim de drets indígenes més progressista de la regió". Les innovacions inclouen la garantia de l'article 125 de la política política representació a tots els nivells del govern i la prohibició de l'article 124 sobre "el registre de patents relacionades amb recursos genètics indígenes o propietat intel·lectual associada al coneixement indígena". La nova constitució va seguir l'exemple de Colòmbia en la reserva d'escons parlamentaris per delegats indígenes (tres a l'Assemblea Nacional de Veneçuela) i va ser la primera constitució llatinoamericana a reservar escons indígenes en assemblees estatals i consells municipals en districtes amb poblacions indígenes.

## Organització política
El Consejo Nacional Indio de Venezuela (CONIVE) es va formar el 1989 i representa la majoria dels pobles indígenes, amb 60 afiliats que representen a 30 pobles. El setembre de 1999, els pobles indígenes "van marxar al Congrés Nacional de Caracas per pressionar l'Assemblea Constitucional perquè inclogués en la nova constitució importants disposicions pro-indígenes, com ara el dret a la propietat, lliure trànsit a través de fronteres internacionals, lliure elecció de nacionalitat i demarcació de terres en un termini de dos anys".

## Història

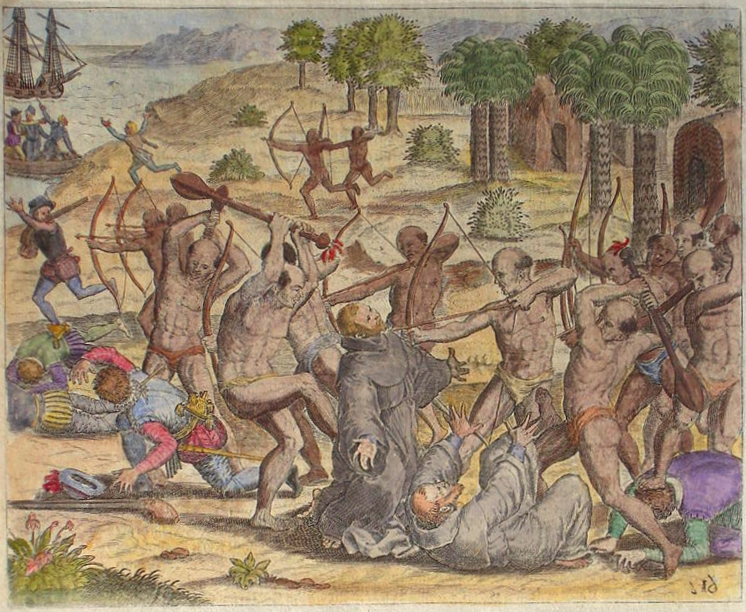
Els nadius de Cumaná ataquen la missió després de la incursió d'esclaus de Gonzalez de Ocampo. Placa de coure de colors de Theodor de Bry, publicada a la "Relación brevissima".

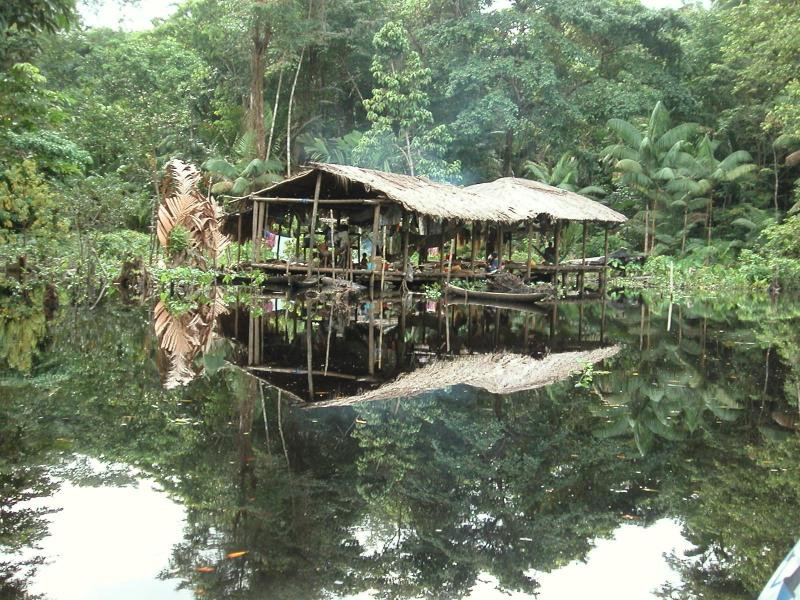
Un palafit al delta del riu Orinoco

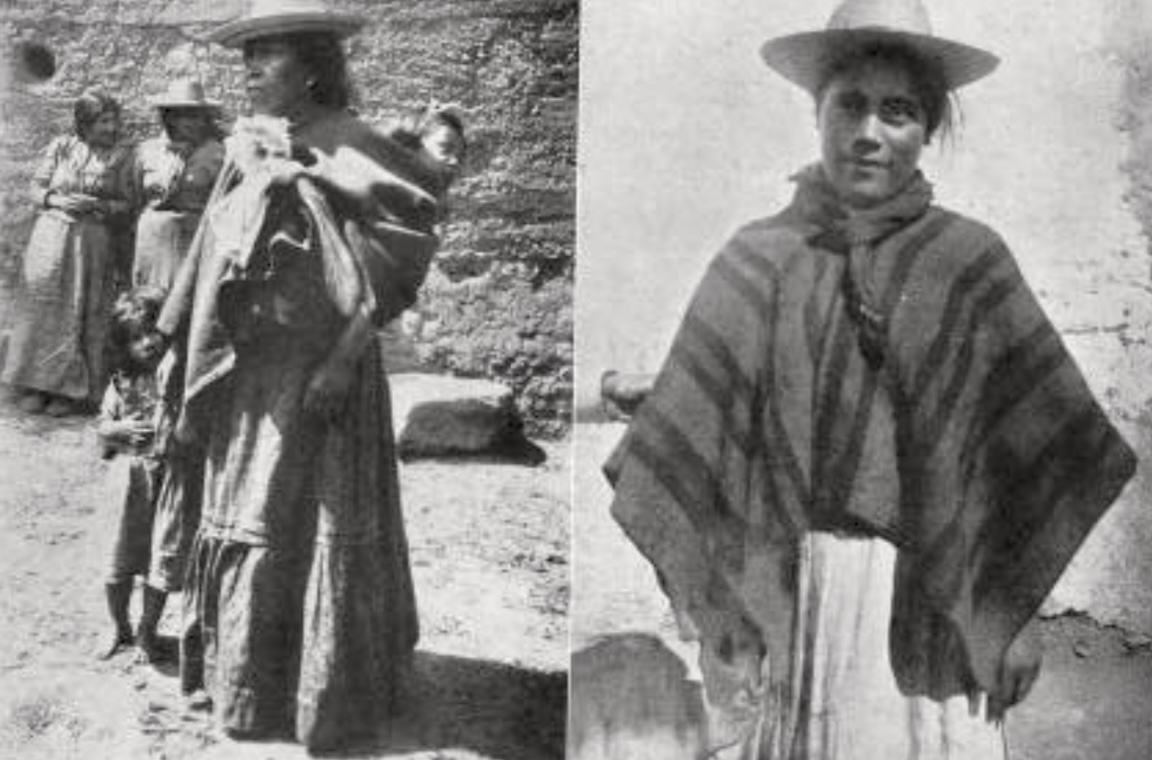
Dona mucuchí, que havia format part dels grans timoto-cuica

No se sap quantes persones vivien a Veneçuela abans de la conquesta espanyola; podria haver estat al voltant d'un milió de persones i, a més dels pobles actuals, hi havia grups com els auaké, caquetíos, mariches, pemons, Piaroa i timoto-cuica. El nombre es va reduir molt després de la conquesta, principalment a través de la propagació de noves malalties procedents d'Europa. Hi havia dos eixos nord-sud principals de població precolombina, que produïen blat de moro a l'oest i mandioca a l'est. Grans parts del Les planes de Llanos es van cultivar mitjançant una combinació d'artigatge i una agricultura establerta permanent. Els pobles indígenes de Veneçuela ja havien trobat petroli cru i asfalt que es filtraven a través del terra fins a la superfície. Conegut pels locals com a "mene", el líquid espès i negre s'utilitzava principalment amb finalitats medicinals, com a font d'il·luminació i per a la calafatada de canoes.
La colonització espanyola de Veneçuela continental va començar el 1522, establint el seu primer assentament permanent sud-americà a la ciutat de Cumaná. Es diu que el nom "Veneçuela" deriva de pobles palafit del llac Maracaibo que recordaren a Amerigo Vespucci la ciutat de Venècia (d'aquí "Veneçuela" o "la petita Venècia"). Els cacics indis com Guaicaipuro (circa 1530-1568) i Tamanaco (mort el 1573) van intentar resistir les incursions espanyoles, però els nouvinguts finalment els van sotmetre. Els historiadors coincideixen que el fundador de Caracas, Diego de Losada, finalment va matar Tamanaco. Es commemoren algunes de les tribus resistents o els líders en topònims, inclosos Caracas, Chacao i Los Teques. Els primers assentaments colonials es van centrar a la costa nord, però a mitjan segle xviii els espanyols els van empènyer cap a l'interior cap al llarg del riu Orinoco. Aquí els ye'kuanes (llavors coneguts com a makiritare) va organitzar una resistència seriosa el 1775 i el 1776. Sota la colonització espanyola, diverses ordes religioses van establir missions. Els jesuïtes es van retirar a la dècada de 1760, mentre que els Caputxins van fundar les seves missions d'importància estratègica a la Guerra d'Independència i el 1817 van ser presos brutalment per les forces de Simón Bolívar. Durant la resta del segle xix els governs van fer poc pels pobles indígenes i van ser apartats del centre agrícola del país cap al perifèria.
El 1913, durant la "febre del cautxú", el coronel Tomás Funes va prendre el control de San Fernando de Atabapo a Amazones i va matar més de 100 colons. En els nou anys següents en què Funes va controlar la ciutat, Funes va destruir dotzenes de pobles ye'kuanes i va matar alguns milers de ye'kuanes.
A l'octubre de 1999, els pemons va destruir una sèrie de torres elèctriques construïdes per transportar electricitat de la presa de Guri al Brasil. Els pemon va argumentar que l'electricitat barata afavoriria el desenvolupament de les empreses mineres. El projecte de 110 milions de dòlars es va completar el 2001.

## Grups ètnics
| Nom                     | Un altre nom.         | Grup ètnic    | Població      | Llengua                   | Núm. Parlants (2011) | Estat             |
| Ètnies Arawak           | Ètnies Arawak         | Ètnies Arawak | Ètnies Arawak | Ètnies Arawak             | Ètnies Arawak        | Ètnies Arawak     |
| ----------------------- | --------------------- | ------------- | ------------- | ------------------------- | -------------------- | ----------------- |
| Wayúu                   | Guajiros              | Arauacs       | 415.498       | Wayuunaiki                | 200.000              | Zulia             |
| Añú                     | Paraujanos            | Arauacs       | 21.000        | Añú                       | 17.475               | Veneçuela         |
| Wanikua                 |                       | Arauacs       | 2.815         | Wanikua                   | 2.815                | Amazones          |
| Kurripakos              | Baniwua - Walimanaí   | Arauacs       | 7.351         | Kurripako                 | 6.000                | Amazones          |
| Baniwes                 | Baniwua - Wakuenaí    | Arauacs       | 3.501         | Baniwa                    | 3.000                | Amazones          |
| Wenaiwika               | Piapoco               | Arauacs       | 1.333         | Piapoco                   | 1.000                | Amazones          |
| Ètnies Ianomami         |                       |               |               |                           |                      |                   |
| Ianomami                | Yaroamë               | Ianomami      | 9.289         | Waiká - Yanomám, Ianomamö | 6.000, 3.200         | Amazones          |
| Sanumá                  | Samatari - Chirichano | Ianomami      | 3.035         | Sanumá                    | 3.000                | Bolívar           |
| Ninam                   | Yanam - Ninam         | Ianomami      | 600           | Yanam - Xirianá           | 570                  | Bolívar           |
| Ètnies Carib – Kalinago |                       |               |               |                           |                      |                   |
| Pemons                  |                       | Caribs        | 30.148        | Pemon                     | 30.000               | Bolívar           |
| Kariña                  | Kali`na               | Caribs        | 10.000        | Kariña                    | 4.450                | Bolívar           |
| Ye'kuanes               | Makiritare            | Caribs        | 7.753         | Ye'kuana                  | 5.500                | Bolívar           |
| E'ñepá                  | Panare                | Caribs        | 4.688         | Panare                    | 1.200                | Bolívar           |
| Yukpes                  |                       | Caribs        | 10.424        | Yukpa                     | 7.500                | Zulia             |
| Japrería                |                       | Caribs        | 95            | Japrería                  | 91                   | Zulia             |
| Akawaio                 | Waicá                 | Caribs        | 6.000         | Kapóng                    | 5.986                | Amazones          |
| Yabarana                |                       | Caribs        | 440           | Mapoyo-Yabarana           | 30                   | Amazones          |
| Mapoyo                  | Wanai                 | Caribs        | 400           | Mapoyo                    | 04                   | Amazones          |
| Chaima                  | Guaga - Tagare        | Caribs        | 4,000         | Chaima                    | Llengua extinta (†)  | Sucre             |
| Quiriquire              |                       | Caribs        | Extinta (†)   | Sense dades               | Llengua extinta (†)  | Monagas           |
| Mariches                |                       | Caribs        | Extinta (†)   | Sense dades               | Llengua extinta (†)  | Districte Capital |
| Cumanagotos             |                       | Caribs        | Extinta (†)   | Cumanagoto                | Llengua extinta (†)  | Anzoátegui        |
| Chagaragotos            | Guarenas              | Caribs        | Extinta (†)   | Sense dades               | Llengua extinta (†)  | Districte Capital |
| Meregotos               |                       | Caribs        | Extinta (†)   | Sense dades               | Llengua extinta (†)  | Districte Capital |
| Caraca                  |                       | Caribs        | Extinta (†)   | Sense dades               | Llengua extinta (†)  | Districte Capital |
| Toromaima               |                       | Caribs        | Extinta (†)   | Sense dades               | Llengua extinta (†)  | Districte Capital |
| Ètnies Timoto-cuica     |                       |               |               |                           |                      |                   |
| Timoto                  | Timoti                | Timoto-cuica  | Extinta (†)   | Timote                    | Llengua extinta (†)  | Mérida            |
| Cuica                   | Kuika                 | Timoto-cuica  | Extinta (†)   | Cuica                     | Llengua extinta (†)  | Trujillo          |
| Ètnies Txibtxa          |                       |               |               |                           |                      |                   |
| Barís                   | Dobocubi              | Muisques      | 2.000         | Barí                      | 2.000                | Zulia             |